# Qin Shi Huang
Le premier empereur
Pour les articles homonymes, voir Huang.
Qin Shi Huang, ou Qin Shi Huangdi, (chinois : 秦始皇 ; pinyin : Qín Shǐhuáng ; Wade : Ch'in² Shih³-huang² ; EFEO : Ts'in Che-houang ; cantonais Jyutping : Ceon⁴ Ci²-wong⁴ ; cantonais Yale : Chèuhn Chí-wòhng) (18 février 259 av. J.-C. – 10 septembre 210 av. J.-C.) fut d'abord le roi de Qin de 247 à 221 av. J.-C. Il mit fin à la période féodale en conquérant un à un l'ensemble des Royaumes combattants entre 230 et 221 av. J.-C. et devint l'unificateur de l'Empire de Chine, et par conséquent l'empereur fondateur de la dynastie Qin (221 à 207 av. J.-C.).
Il standardisa l'écriture, la langue, la monnaie, les poids et les mesures et est vu comme le père de la Grande Muraille de Chine. Pourtant, si son œuvre posa les bases de la période impériale chinoise, c'est pour le caractère cruel et autoritaire de son règne inspiré par la philosophie légiste que l'on se souvient surtout de lui.
Sa dynastie lui survécut moins de trois ans, à la suite de quoi le pays replongea dans une guerre civile que seul le fondateur de la dynastie Han parvint finalement à éteindre.
On le connaît principalement par les Annales Historiques de Sima Qian (Ier siècle av. J.-C.). La redécouverte en 1974 de son monumental mausolée à Xi'an et de ses milliers de soldats en terre cuite fascine aujourd'hui encore les archéologues autant que le public du monde moderne.

## Nom
Son nom de famille était Ying (嬴) et son prénom Zhèng (政), choisi dit-on parce qu'homonyme du mois de sa naissance (正), le premier de l'année chinoise. Le nom personnel du souverain n'étant pas, par respect, employé de son vivant, il était donc pour ses contemporains le « roi de Qin ». Les historiens le mentionnent néanmoins comme « roi Zheng de Qin ». En 221 av. J.-C., il prit officiellement le titre de « Premier auguste souverain » (Shi Huangdi 始皇帝), en référence aux souverains légendaires les trois Augustes et les cinq Empereurs (三皇五帝, sān huáng wǔ dì).

## Origine
Le futur souverain est né à Handan, capitale de l'État de Zhao, terre natale de sa mère, sous le nom de Zhao Zheng, vers 259 av. J-C. Il est le fils du prince Yi Ren, lui-même petit-fils secondaire du roi Zhaoxiang de Qin, alors otage au royaume de Zhao, et de Zhaoji, que le Shiji décrit comme une danseuse et une courtisane, bien qu'elle fût d'une famille notable de Zhao. Avant d'épouser Yi Ren, elle avait été la concubine d'un marchand riche et puissant, Lü Buwei (呂不韋), qui s'était fait le protecteur du prince et la lui avait « cédée ». Un passage calomniateur du Shiji, au style très différent du reste des annales, extrapola cet épisode pour faire de Lü Buwei le vrai père du Premier Empereur. C'est une affirmation invérifiable, mais considérée aujourd'hui comme une extrapolation malveillante d'un ou de plusieurs commentateurs confucéens, destinée à dénigrer le souverain haï, et reprise dans plusieurs annales postérieures.
En 267 av. J.-C., le prince Anguo (安國), père de Yi Ren, avait été désigné comme héritier du royaume de Qin. Ce dernier n'avait pas de fils de son épouse principale, la dame Huayang (華陽). L'ambitieux Lü Buwei à l'occasion d'un voyage à Xianyang, capitale de Qin, fit alors campagne pour son protégé, et convainquit la dame Huayang de l'adopter afin d'en faire le successeur désigné du prince Anguo. Le nom de Yi Ren fut changé, et il fut rebaptisé Zi Chu (子楚), pour plaire à Huayang, qui avait été une princesse du royaume de Chu.
Né l'année suivant la Bataille de Changping, où le Qin écrasa le Zhao, Zheng et sa famille vivaient dans des conditions précaires. En 257 av. J.-C., les armées de Qin firent le siège de Handan. Assignés à résidence par les autorités de la cité, le prince Zi Chu et sa famille n'étaient plus en sécurité. Lü Buwei dépensa alors de fortes sommes pour permettre à Zi Chu de quitter la cité et rejoindre les forces Qin, laissant derrière lui son épouse et son jeune enfant. Que ce soit grâce à la protection de Lü Buwei, ou aux origines locales de Zhaoji, le jeune Zheng et sa mère eurent la vie sauve, et passèrent encore près de six ans à Handan. Les diverses sources sont silencieuses sur cette période de l'enfance de Zheng, mais la tradition populaire rapporte des conditions de vie difficiles.
En 251 av. J.-C., le roi Zhaoxiang de Qin meurt finalement. Son fils le prince Anguo lui succède brièvement sur le trône mais disparaît dans des circonstances inconnues. Zi Chu devient le nouveau roi de Qin, sous le nom de Zhuangxiang.
Les autorités du royaume de Zhao consentent alors à laisser partir les otages de Qin, et Zhao Zheng et sa mère gagnent Xianyang. Désormais nommé Ying Zheng, le jeune prince est le nouvel héritier du trône, et Zhaoji la reine de Qin. Lü Buwei est nommé Chancelier. Le règne du roi Zhuangxiang ne dure que trois ans.
À la suite de ces décès successifs et suspects, Ying Zheng monte sur le trône de Qin en 247 av. J.-C.. Il n'a que treize ans et est mis à l'écart, le royaume étant gouverné par la régence, pouvoir assuré par sa mère et Lü Buwei. Il ne prendra officiellement le pouvoir qu'en 238 av. J.-C..

## Roi de Qin

### Régence de Lü Buwei
L'ancien marchand, titré désormais « marquis de Wenxin » est le tuteur officiel du jeune roi, et reçoit le titre de « père secondaire ». Il assume la régence pendant près d'une décennie, dirigeant l'administration et l'armée, avec une certaine compétence si l'on en juge par la situation et les forces du royaume lors de la prise de pouvoir officielle de Ying Zheng.
De grand travaux publics comme le canal de Zheng Guo datent de cette période, assurant à terme les infrastructures nécessaires à l'entretien d'une armée aussi importante que celle de Qin, qui supplante déjà celles de la plupart des autres Royaumes combattants. Mais c'est surtout par son activité de mécène que Lü Buwei est le plus connu. Sous son mandat, la cour de Qin attire de nombreux lettrés de tous les royaumes, qui seront commandités par le marchand pour son œuvre majeure, la compilation des Annales des Printemps et des Automnes de Lü. C'est dans ce climat intellectuel que grandit le jeune roi. Parmi ses lettrés étrangers, Li Si, ancien fonctionnaire du Chu se démarque suffisamment pour devenir le secrétaire du régent, avant d'être attaché à la personne du jeune roi, dont il complète l'éducation. Li Si restera le principal ministre du règne du Premier Empereur, et l'artisan de ses réformes, qui mettent en application les théories politiques du légisme.
La période de la régence n'est pas exempte de difficultés, et de nombreuses intrigues menacent la stabilité du trône, voire la vie du jeune roi. En -239, le Shiji fait référence à une action menée par Chengjiao, frère du roi, qui est envoyé attaquer l'État de Zhao, mais se révolte contre l'autorité royale. Sa tentative avorte, et le prince et les officiers de son armée meurent tous décapités.
L'année suivante, -238, le roi atteint sa majorité, mais doit faire face à une tentative de renversement dans son entourage proche. La reine-mère Zhaoji, alors au sommet de l'État conjointement à Lü Buwei, s'était entichée d'un nouveau favori, Lao Ai. Selon le Shiji, Lü Buwei, soucieux de se préserver du scandale et d'occuper son ancienne concubine, avait manœuvré pour lui attacher la personne de Lao Ai, officiellement en qualité d'eunuque alors qu'il n'avait en réalité pas été castré, le couple s'étant retiré dans un palais à la campagne. La faveur de Lao Ai, marquis de Chanxin, à qui la reine mère avait secrètement donné deux enfants, n'avait dès lors cessé d'augmenter, jusqu'à ce qu'il put rivaliser avec le régent lui-même dans l'exercice du pouvoir. Or, lorsque Ying Zheng prit officiellement le pouvoir, il instruisit une enquête et découvrit la vérité. Acculé, Lao Ai se révolta. Mais le soulèvement fut écrasé, les rebelles exécutés et les deux enfants illégitimes abattus. Ayant d'abord souhaité la mort de sa mère, Ying Zheng se laissa finalement convaincre de lui accorder la vie sauve. Elle termina sa vie dans l'isolement et mourut en -228. En -237, Lü Buwei, impliqué dans le scandale, était exilé. Sentant la fin proche, il s'empoisonnera pour éviter la disgrâce en -235. À partir de ces épisodes malheureux, il ne sera plus question d'attribution d'apanages. Les conquêtes Qin auront pour conséquence la création de préfectures et de commanderies.
De cette période date un décret d'expulsion de tous les étrangers. Cet acte pourrait traduire la volonté de Ying Zheng de s'affranchir définitivement de la tutelle et de l'influence de son ancien tuteur Lü Buwei, ou bien être mis en rapport avec la découverte de la duplicité de Zheng Guo, l'ingénieur du canal du même nom dont il s'avéra qu'il travaillait secrètement pour le royaume de Han. Quoi qu'il en soit, ce décret fut suspendu à la suite d'une requête au trône magistralement exposée par Li Si, qui tombait lui-même sous le coup de cette expulsion.

### Une armée redoutable
Les réformes de Shang Yang au IVe siècle av. J.-C., augurant les pratiques légistes qui allaient faire le succès du royaume de Qin, avaient déjà pour but d'« enrichir l'État et fortifier l'armée ». Dans une époque de guerre continuelle comme celle des Royaumes combattants qui vit un développement particulier des techniques de guerre, tant dans la stratégie que dans l'équipement et l'organisation des armées, le soin particulier du Qin à privilégier le secteur militaire sur les autres lui assura progressivement un ascendant croissant sur les autres royaumes.
Toute l'énergie du royaume de Qin est tendue vers l'effort de guerre. Les nombreux travaux d'irrigation dans le royaume de Qin, notamment sous la direction de Li Bing, puis de Zheng Guo durant les premières années du règne de Ying Zheng, accroissent notablement les capacités de ravitaillement et permettent de déployer des armées toujours plus importantes. La construction ou la rénovation des routes utilisées par les troupes en campagne représente également un atout déterminant.
La découverte des 8 000 soldats de terre cuite dans le mausolée de l'empereur permit d'avoir confirmation des informations issues des sources anciennes, et de les compléter. L'analyse des statues autorise l'hypothèse, avancée par les historiens chinois, que le Premier Empereur ait pu enrôler des hommes dans plusieurs des ethnies de l'empire.
Forte de plus d'un siècle d'expérience et de traditions, l'armée du futur empereur compte ainsi dans ses rangs, au plus fort de la guerre de conquête, un nombre impressionnant de recrues, jusqu'à un million d'hommes selon les sources, ce qui pourrait correspondre au chiffre théorique de l'ensemble des hommes mobilisables. Elle est composée traditionnellement, de trois corps : l'infanterie, qui représente l'essentiel des forces, la charrerie, moins exploitée qu'aux époques précédentes, et la cavalerie, force appréciable mais qui n'est pas encore utilisée comme dans les époques suivantes. Les coiffures et les couvre-chefs contribuent à dissocier les compagnies, et à marquer la hiérarchie, comme d'autres signes distinctifs sur les vêtements et les armures. Avec la même efficacité que dans les autres domaines, les vêtements sont étudiés et les armures sont adaptées, par leurs poids et leurs formes, à chaque corps d'armée. Les armes de bronze sont produites en quantité quasi-industrielle et marquées selon les fonderies d'origine ou les garnisons qui les reçoivent. Les épées en fer ont des lames longues et fines. L'armée est dotée d'armes d'excellente qualité, tout au moins pour les élites : celles des soldats de terre cuite qu'on trouvera plus tard dans le mausolée du futur empereur ont les tranchants enduits d'une solution au chrome qui améliore considérablement leur résistance à l'usure et à la corrosion. Les mécanismes d'arbalète, également en fer, nécessitent deux hommes pour leur utilisation, mais leur visée précise reste redoutable jusqu'à 300 mètres. Les sources mentionnent d'autres armes étonnantes pour l'époque, comme une baliste à répétition, capable d'envoyer deux à trois carreaux de bronze par seconde, mais aucune découverte archéologique n'est encore venue confirmer cette assertion.
Les généraux qui l'encadrent ne sont pas forcément issus de la noblesse, mais choisis parmi les soldats. Dans la recherche d'efficacité caractéristique de l'État de Qin, les combattants sont promus selon le nombre de tués et les têtes d'ennemis ramenées du champ de bataille sont comptabilisées. Ce système méritocratique, offre de nombreux avantages qui servent les intérêts du roi : il limite naturellement le pouvoir de l'aristocratie, permet de distinguer et d'exploiter les meilleurs éléments, et motive les troupes. L'armée, majoritairement composée de paysans mobilisés, offre des possibilités de mobilité et d'ascension sociales. Des familles entières de grands officiers et de brillants généraux servent fidèlement le roi de Qin. Parmi eux, on compte notamment le clan Meng et le clan Wang. Meng Ao, originaire du royaume de Qi, général puis ministre, affermit les frontières du royaume et les étend au détriment de ses voisins. Durant la minorité de Ying Zheng, sous la régence de Lü Buwei, il conquiert de nombreuses villes sur les royaumes de Zhao de Han, et de Wei, avant de mourir en -240. Son fils le général Meng Wu participera à la conquête du Chu, et ses petits-fils, le juge Meng Yi et le célèbre général Meng Tian, attaché à la Grande Muraille (voir plus bas), compteront parmi les principaux personnages du règne du Premier Empereur.
Le général Wang Jian, quant à lui, fut le véritable artisan, avec son fils Wang Ben, de la conquête des Royaumes combattants par le Qin, en une décennie de campagnes. Son petit-fils Wang Li fut également général de Qin, jusqu'à la chute de la Dynastie Qin sous le règne du Second Empereur.
La réunion de tous ces éléments fait de l'armée de Qin la plus crainte de Royaumes combattants, à juste titre, et chacune de ses victoires accroît encore davantage le sentiment qu'elle inspire.

### Guerres d'unification

Extension approximative des royaumes combattants en 250 av. J.-C., avant la montée sur le trône de Ying Zheng. Le tracé des frontières est approximatif.

Dès 238 av. J.-C., le roi Ying Zheng a démontré son autorité en prenant le pouvoir détenu par son ancien tuteur et sa mère. Au quatrième mois de cette année-là, le roi se rend dans l'ancienne capitale de Yong, site du temple ancestral, et ceint « le bonnet viril », marquant son passage à l'âge adulte. Le Qin est alors devenu une force de premier plan, et le vide laissé par la destruction de l'ancienne dynastie Zhou ouvre des perspectives hégémoniques pour l'État en position de le faire. C'est une ambition que le roi de Qin compte mener à bien. Les autres royaumes craignent le Qin et son armée redoutable. La seule description de Ying Zheng dans le Shiji, qui décrit tout autant la manière dont les autres États voient celui du Qin, est donnée par un personnage obscur, Wei Liao, venu du royaume de Wei en 237 av. J.-C. et que le roi nomme finalement commandant :

« Le roi de Qin est un homme au nez proéminent, aux yeux larges, à la poitrine d’oiseau de proie ; il a la voix du chacal ; il est peu bienfaisant et a le cœur d’un tigre ou d’un loup. Tant qu’il se trouve embarrassé, il lui est facile de se soumettre aux hommes ; quand il aura atteint son but, il lui sera également aisé de dévorer les hommes. »

— Sima Qian, Shiji, Chapitre VI, « Qin Shihuang ».
Le roi suit le programme préconisé par son conseiller Li Si, désormais ministre de Qin : frapper rapidement le royaume faible et limitrophe de Han afin d'effrayer les autres royaumes ; dépenser généreusement pour soudoyer les ministres influents des États rivaux, et même pour éliminer les personnalités constituant les principaux obstacles à l'unification.
Parmi les grands généraux que nomme le roi pour mener les guerres de conquête, les principaux sont Wang Jian et son fils Wang Ben. La puissante armée du Qin vient à bout du Han en -230, qui est aussitôt constitué en commanderie ; le Qin se tourne alors vers le Zhao, dont l’armée avait été mise en déroute à Changping trente ans plus tôt. Efficacement défendu par le général Li Mu, ce royaume résiste d'abord aux attaques menées par Wang Jian. Habile, ce dernier utilisa les méthodes préconisées par le ministre Li Si, soudoyant des proches du roi de Zhao, qui finit par dégrader son meilleur général pour le remplacer par un incompétent. Le Zhao tombe finalement en 228. Les dernières forces Zhao se retranchent sur les terres septentrionales de Dai, autour de Ying Jia, demi-frère du dernier roi de Zhao. L'année suivante, Ying Zheng prend prétexte de la tentative d'assassinat commandité par le prince de Yan (voir plus bas) pour attaquer ce royaume. Après le Zhao, le général Wang Jian poursuit par l'invasion du Yan et prend Ji, sa capitale, en 226. La famille royale se retranche à l'est, dans la péninsule du Liaodong. Le vieux général Wang Jian prend alors sa retraite, et le roi de Qin donne le commandement de ses armées à son fils Wang Ben. Ce dernier obtient la reddition du Wei dès 225, en détournant le cours du Fleuve Jaune pour inonder la capitale Daliang. À partir de là, la victoire du Qin semble proche. Cependant, le grand royaume méridional de Chu constitue encore un adversaire puissant. En 225, les armées de Qin marchent au sud et les deux plus grandes armées des Royaumes combattants s'affrontent alors. Malgré l'avis du vieux général Wang Jian, Meng Wu et Lixin font campagne avec « seulement » 200 000 hommes. Ils essuient une cuisante défaite face à Xiang Yan, célèbre généralissime du Chu. Le roi Ying Zheng rappelle alors Wang Jian de sa retraite, lui confiant une armée de près de 600 000 soldats. Fidèle à sa réputation de grand stratège, Wang Jian vient à bout des armées de Chu après une longue guerre d'usure. Le Chu est conquis en 223. Wang Jian, honoré par le roi, se retire alors définitivement. Son fils Wang Ben achève les ambitions de Ying Zheng : en 222, il balaie les dernières poches de résistance du Liaodong et de Dai, donnant le coup de grâce aux lignées royales de Yan et Zhao. En 221 av. J.-C., le Qi rend les armes après une résistance symbolique.
Cette année 221 av. J.-C. marque un tournant majeur de la longue histoire de la Chine, qui entre dans la période impériale. Le roi Ying Zheng, maître de toute la Chine, élabore un nouveau nom : Qin Shi Huangdi (始皇帝), le « Premier Empereur », et ordonne que tous les dirigeants de sa dynastie suivent son exemple.

### Tentatives d'assassinat

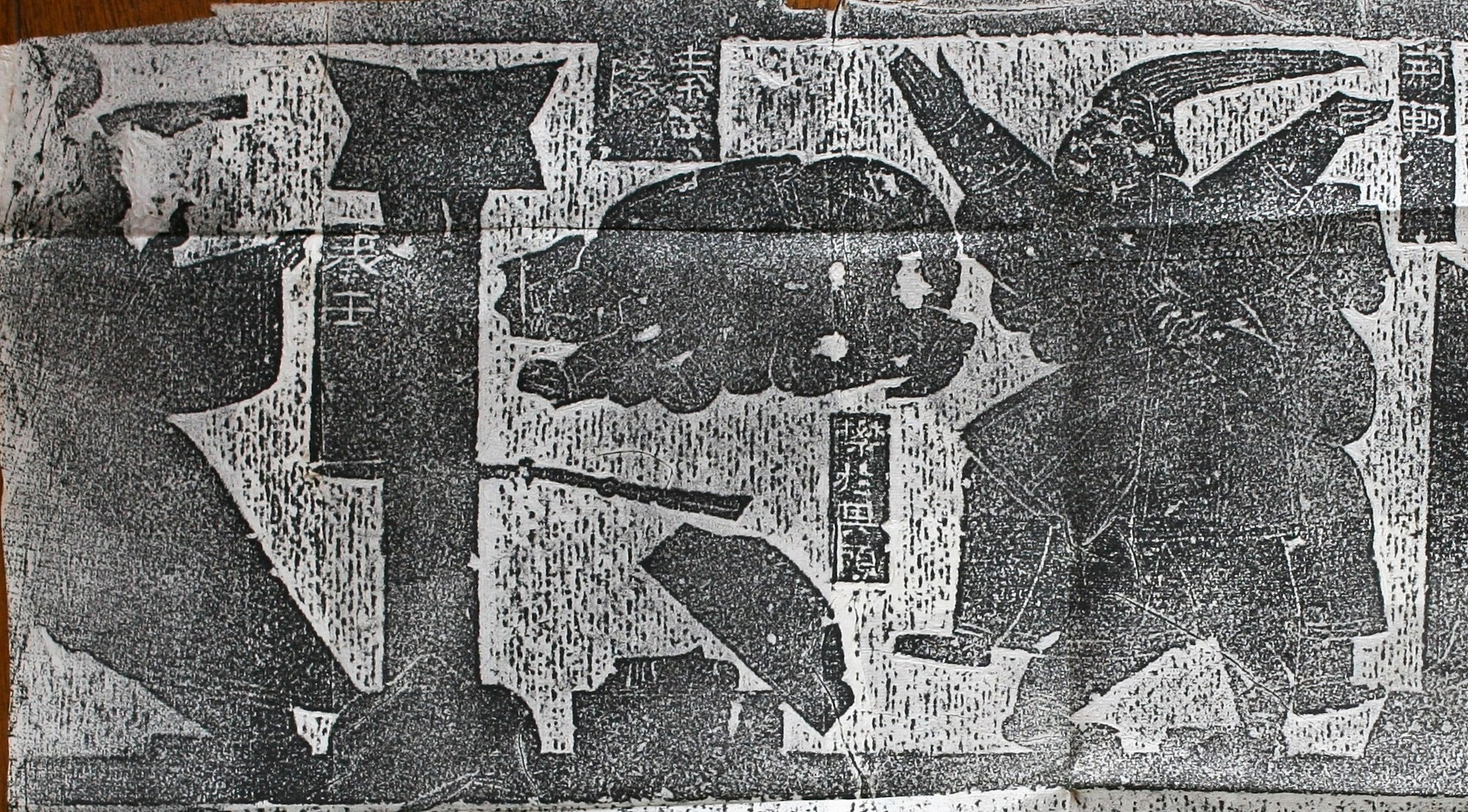
Tentative d'assassinat de Qin Shi Huang (à gauche) par Jing Ke (à droite). Le coffret contenant la tête est au centre. Peinture murale d'une tombe de la dynastie Han.

Les ambitions de Qin Shi Huangdi lui valurent d'innombrables ennemis et il fut à plusieurs reprises la cible de tentatives d'assassinat, qui alimentèrent peut-être sa peur obsessionnelle de la mort. Une des tentatives les plus connues et souvent décrites est celle qui fut commanditée par le prince héréditaire du royaume de Yan, en 227 av. J.-C.. Les armées du Qin avaient alors envahi le royaume voisin de Zhao, et le prince Dan de Yan (en), craignant que son pays soit la prochaine cible des campagnes de conquêtes, ourdit un complot pour tuer le roi de Qin. Il faillit bien réussir.
La tradition populaire décrit le prince Yan comme un ancien ami de Ying Zheng. Il avait été otage au Qin avant de s'enfuir pour regagner son royaume. Par l'intermédiaire de ses conseillers, il prit secrètement contact avec Jing Ke, un homme qui se qualifiait lui-même de fine lame. Ce dernier accepta, mais sous certaines conditions. Sachant qu'il s'agissait d'une mission sans retour, il demanda de nombreuses compensations, et vécut un temps dans le luxe et les plaisirs, faisant patienter le prince jusqu'à ce que les armées Qin fussent aux portes du royaume. Finalement, la manœuvre fut mise en place. Il fallait trouver une méthode qui permettrait à Jing Ke non seulement d'approcher le roi d'assez près, mais également de disposer d'une arme qui échappe à l'attention d'un homme si soucieux de sa propre sécurité. C'est Jing Ke qui exposa l'idée déterminante qui lui permettrait de parvenir à ses fins : il lui fallait la tête du général Fan Yuchi. Le roi de Qin avait jadis mis la tête de cet ancien officier à prix, promettant une forte somme d'or, des honneurs et des titres. C'est au royaume de Yan que le général recherché avait trouvé refuge. Le prince de Yan refusa d'abord ce que lui demandait Jing Ke, mais celui-ci exposa directement son plan au général déchu, qui trouva là une manière utile de finir ses jours. Selon le Shiji, il se trancha lui-même la gorge. On plaça la tête de Fan Yuchi dans un coffre ; elle constituerait un présent pour le roi de Qin, qui reprochait au Yan d'héberger le félon, et que Jing Ke, en tant qu'émissaire de Dan, lui présenterait en gage de sincérité. Le prince Dan et son entourage avaient choisi le poignard d'un réfugié, enduit d'un poison testé sur de nombreux esclaves, que l'on cacha dans une carte roulée détaillant une vaste portion frontalière du royaume de Yan que convoitait le roi de Qin. Enfin, pour parfaire la manœuvre, un second fut adjoint à Jing Ke, un jeune homme du nom de Qin Wuyang.
Les deux hommes quittèrent finalement secrètement le royaume de Yan, et voyagèrent jusqu'à Xianyang, capitale de Qin. Là, ils demandèrent audience à Ying Zheng qui accepta de les recevoir, trop heureux de voir un royaume se soumettre sans combattre. Arrivé dans la salle d'audience, Qin Wuyang pâlit et se mit alors à trembler, compromettant la tentative. Mais Jing Ke sut tourner l'incident en plaisanterie, et il lui fut permis d'approcher le roi. Alors que ce dernier déroulait la carte des provinces offertes, Jing Ke se saisit du poignard empoisonné et se jeta sur le souverain. Mais le roi réagit rapidement, et le poignard ne parvint qu'à entailler une de ses longues manches. Le roi eut ensuite le plus grand mal à sortir son épée de cérémonie. Comme il avait interdit à quiconque d'approcher de sa personne, sa cour pétrifiée regardait sans oser intervenir. La lutte ne dura guère et Jing Ke, blessé à la cuisse, finit par tomber alors que les gardes appelés venaient à la rescousse de leur maître. On ne sait pas ce qu'il advint de Qin Wuyang, mais il ne dut guère conserver longtemps la vie. Cette tentative audacieuse offrit au Qin le prétexte rêvé pour conquérir le royaume de Yan, ce qui fut fait l'année suivante.
Cet assassinat raté fut l'objet de nombreux commentaires et de récits populaires. Le Shiji mentionne l'événement au chapitre VI de ses annales principales, alors que l'histoire détaillée de Jing Ke est reportée dans les biographies, parmi les « Assassins célèbres ».
Les annales historiques gardèrent trace d'encore deux autres tentatives d'assassinat au moins. La première eut lieu entre 220 et 219 av. J.-C., peu après l'institution de l'empire. Un musicien talentueux, Gao Jianli, avait attiré l'attention de l'empereur. Ancien ressortissant du Yan impliqué dans les conspirations du prince de Yan, Shi Huangdi lui fit brûler les yeux avant de le prendre à son service. Finalement, l'artiste lesta sa cithare de plomb et tenta de frapper l'empereur, mais son infirmité voua sa tentative à l'échec. Il fut promptement tué. Pour l'anecdote, Gao Jianli était un ancien ami de l'assassin Jing Ke, qu'il avait connu à Ji, la capitale du royaume de Yan. C'était lui qui alors, avait chanté le chant d'adieu à l'assassin sur le départ.
La seconde tentative eut lieu lors d'une des tournées d'inspection de l'empereur, en 218 av. J.-C., sous le couvert d'une attaque de brigands. L’anecdote se trouve racontée dans le chapitre VI du Shiji. Zhang Liang, descendant d’une puissante famille du royaume de Han, avait résolu de venger son pays en assassinant Qin Shi Huangdi ; il prépara son embuscade et sur le passage du convoi impérial, il fit lancer une masse de fer pesant 120 livres ; mais il n’avait pas reconnu le char impérial et n’écrasa qu’une voiture du cortège. Zhang Liang fut recherché, mais il échappa aux hommes de l'empereur. Zhang Liang fut, par la suite, un de ceux qui contribuèrent le plus à établir la Dynastie Han.

## Premier empereur de Chine

Shǐ Huángdì, en style petit sigillaire.

De -221 à sa mort en -210, Qin Shi Huangdi régna en maître implacable et autoritaire. Il rompit avec les traditions des dynasties anciennes et abolit la féodalité, généralisant les réglementations déjà en vigueur au royaume de Qin, d'inspiration légiste, à l'ensemble des territoires conquis.
Il ne permit à aucun obstacle de venir entraver sa politique d'unification de la Chine, et notamment de standardisation : il unifia les poids et mesures, la monnaie et l'écriture. Il entreprit une politique de grands travaux sans précédent, en bâtissant sans répit dans la capitale de Xianyang, en raccordant les tronçons de murailles existants pour former la première Grande Muraille, en créant un gigantesque réseau routier qui reliaient la capitale à toutes les provinces de l'empire, ou en faisant un mausolée aux dimensions uniques.
Si un grand nombre de ses réformes constituèrent ensuite les fondements de la Dynastie Han, c'est l'image d'un tyran cruel et sanguinaire, à l'ambition démesurée, qu'il laissa dans l'histoire chinoise en s'attirant l'opprobre unanime du monde des lettrés pour avoir exécuté certains d'entre eux et avoir tenté d'écraser toute opposition intellectuelle par la proscription des livres. L'empire de Qin Shi Huangdi ne tint que par son autorité quasi incontestée. Les lois implacables, le haut coût en vie humaine de la politique impériale et la destitution de l'ancienne noblesse engendrèrent un mécontentement populaire général, et de nombreuses rébellions éclatèrent dès la mort du Premier Empereur. L'empire Qin ne survécut pas trois ans à la mort de son initiateur.

### Rupture avec le passé et création d'un nouvel empire
« Ayant fixé le titre impérial, Shi Huangdi détermina l'Emblème et le Nombre significatifs de la dynastie qu'il fondait. Il choisit Six comme Nombre-étalon, et régna en vertu de l'élément Eau. Ainsi fut déterminée la couleur (le noir correspond à l'eau et au nombre 6) des vêtements et des drapeaux. Les chapeaux officiels eurent six pouces, de même que les tablettes des contrats. Six pieds firent un pas. Un attelage eut six chevaux. L'Eau, le Noir, le Nord correspondant à un principe de sévérité, la politique du gouvernement se trouvait orientée : tout devait se décider conformément à la Loi et à la Justice, et non conformément à la Bonté et à la Bienfaisance. Le gouvernement s'accordait ainsi avec la Vertu élémentaire chargée de présider aux temps nouveaux. Le Temps et le Calendrier furent renouvelés. »

— Marcel Granet, La civilisation chinoise, p. 48
En 221 av. J.-C., une commission d'érudits, au premier rang de laquelle siégeaient les ministres Li Si et Wang Wan, aida à établir le nouveau titre de l'empereur, marquant sa supériorité sur la dignité de « roi » wang des Zhou, que les souverains des royaumes combattants avaient finalement usurpé. Ainsi Ying Zheng devint-il Shi Huangdi, le Premier Empereur, rappelant à la fois le passé mythique et la nouveauté du système. Selon sa volonté, ses successeurs devraient faire de même. Rompant avec la tradition, le souverain décréta qu'il n'aurait pas d'autres noms, et abolit l'attribution de nom de règne posthume.
L'empire était désormais un ensemble très vaste, et les ministres du souverain, conformément aux leçons du passé, préconisèrent l'attribution de fiefs héréditaires à des parents du souverain ayant des pouvoirs autonomes sur leurs domaines. Mais Li Si s'éleva énergiquement contre cette organisation, démontrant de manière convaincante les grands torts qu'elle avait causés aux anciens rois avec la création des grandes confédérations seigneuriales. Suivant son conseil, Qin Shi Huangdi modifia radicalement les institutions et établit une centralisation stricte. Il découpa le territoire en trente-six commanderies ou préfectures jun (ce nombre passa ensuite à quarante-quatre ou quarante-huit), chacune dirigée de manière non héréditaire par un « gouverneur » shou, un « chef militaire » wei, et un « inspecteur impérial » jian yushi, nommés pour leur mérite. Il s'agissait de la structure que prévoyait déjà la réforme du seigneur et ministre de Qin Shang Yang plus d'un siècle plus tôt. Ces provinces étaient à leur tour divisées en sous-préfectures xian.

La doctrine légiste était strictement appliquée : le pouvoir était extrêmement centralisé, la politique autoritaire et la loi sévère. Les mérites des gouverneurs et fonctionnaires, qui conditionnait l'avancée de leur carrière au bon vouloir du souverain, dépendaient de leurs résultats et de leur stricte obéissance aux lois du code Qin. L'établissement d'une administration civile à l'ensemble du territoire fut un des apports majeurs du Premier empereur, qui devait durer, non sans évolution, durant toute l'histoire impériale chinoise.
Symbole de la paix retrouvée, Shi Huangdi ordonna de rassembler et de fondre l'ensemble des armes de l'empire, et en fit douze statues géantes, ainsi que des cloches de bronze, placées dans la capitale. Les soldats Qin devant par nécessité conserver leur armement, cette mesure concerna vraisemblablement les armées privées des anciennes maisons aristocratiques.

### Réformes et grands travaux

#### Développement de la capitale impériale et déplacements de populations
En -350, le duc Xiao de Qin, sur les conseils de son ministre Shang Yang, déplace sa capitale et fonde la cité de Xianyang, stratégiquement placé au centre de la plaine de Guanzhong, sur les rives de l'axe économique que représente la rivière Wei.
Xianyang demeurera le siège de l'autorité de Qin et devient la capitale de l'empire en 221 av. J.-C., lorsque le roi de Qin en fait le centre des royaumes unifiés, et le point de départ du réseau routier développé vers l'ensemble des commanderies.

« Qin Shi Huangdi transporta à Xianyang, au nombre de cent vingt mille familles, les gens puissants et riches de tout l’empire. Les divers temples ancestraux, ainsi que la terrasse de Chang  et le parc de Shanglin se trouvaient tous au sud du Wei. Chaque fois que Qin avait détruit un seigneur, il avait copié le plan de son palais et l’avait réédifié à Xianyang sur la rive nord ; au sud, ces palais bordaient la rivière Wei. À partir de Yong men, en allant à l’est jusqu’aux rivières Jing et Wei, les édifices et les habitations, les chemins couverts et les galeries de ronde se touchaient les uns les autres. Tout ce que Qin Shi Huangdi avait pris aux seigneurs de belles femmes, de cloches et de tambours, il les fit entrer dans ses palais qui en furent remplis. »

— Sima Qian, Shiji, Chapitre VI : Qin Shihuang.

#### Construction du réseau routier
Qin Shi Huang fit construire ou prolonger le réseau routier pour relier sa capitale Xianyang aux extrémités du nouvel empire. Deux « routes rapides », larges d'environ 35 mètres et divisées en trois voies (celle du centre étant réservée à l'empereur, et à sa maison), permettaient de joindre, pour l'une les anciens États de Qi et de Yan, pour l'autre ceux de Wu et de Yue. Elles étaient surélevées afin d'éviter les inondations et bordées de pins pour l'ombre, l'agrément visuel et la protection des sols. Une autre route, reliant la capitale à la préfecture du district de Jiuyuan à travers déserts et montagnes, fut achevée entre 212 av. J.-C. et 210 av. J.-C.

#### Uniformisation de l'écriture, des poids et mesures, et de la monnaie
À l'époque, chaque partie de la Chine avait une langue et une écriture différentes : chaque « peuple » avait son dialecte. Qin Shi Huang unifia l'écriture, donnant une forme unique à la langue écrite. Elle a très peu changé depuis, même s'il existe encore aujourd'hui en Chine plusieurs langues parlées.
Les poids et mesures, la monnaie et jusqu'à la largeur des essieux de chariot furent normalisés,.

#### Construction de la Grande Muraille
« Après que la dynastie Qin eut unifié l'Empire, le général Meng Tian fut envoyé au nord avec 300 000 hommes pour repousser les tribus barbares. Il conquit le Henan et construisit une Grande Muraille en se servant des avantages topographiques. Il construisit des forteresses aux défilés. La muraille partait de Lintao pour arriver à Liaodong sur plus de dix-mille li. Elle traversait le Fleuve Jaune pour arriver à Yangshan. »

— Sima Qian, Shiji, Chapitre LXXXVIII : Meng Tian.

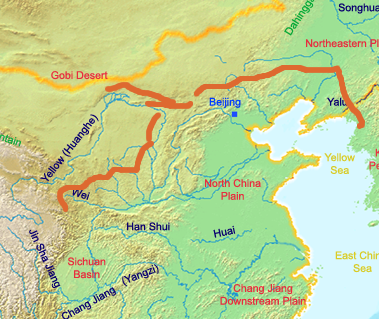
En rouge la muraille sous la dynastie Qin, en jaune la frontière chinoise actuelle

Bien que le Premier Empereur soit parfois considéré comme le « père » de la Grande Muraille, les détails sur la construction et le tracé du premier mur ne sont que peu connus. Lors de périodes précédant la dynastie Qin, notamment durant l'ère des Royaumes combattants, les différents états avait érigé de longs murs de terre pour marquer et protéger leurs frontières des incursions. Avec l'unification, les ouvrages à l'intérieur de l'empire n'avaient plus de raison d'être et furent abandonnés. Mais tel n'était pas le cas de la frontière nord, toujours sujette aux incursions des barbares Hu, selon le terme générique utilisé alors. Les États du Nord et de l'Ouest, le Yan, le Zhao et le Qin avaient dressé de longs remparts pour les protéger des tribus du nord, notamment les Xiongnu, fédérés vers la fin de la période des Royaumes combattants. L'empereur reprit les habitudes de ses prédécesseurs, mais, comme dans bien d'autres domaines, à une échelle bien supérieure. Il utilisa beaucoup d'énergie à l'édification d'une grande muraille qui marquerait la limite de son empire au nord, en reliant autant que possible les murs déjà existants, tout en prenant avantage du terrain, sur plusieurs milliers de kilomètres. C'est un de ses proches, le général Meng Tian, qui fut chargé de superviser le projet. Selon les versions, 100 000 à 300 000 ouvriers, prisonniers et forçats travaillèrent sans relâche sur le gigantesque ouvrage, dans des conditions très difficiles. D'innombrables travailleurs moururent à la tâche, transformant la muraille, dans l'imagerie populaire, en « cimetière le plus long du monde ». Tout en rajoutant à la réputation de cruauté de Qin Shihuang, l'édification fut à l'origine de nombreuses légendes qui se sont perpétuées dans la tradition.

### Conquêtes et expansion maximale de l'empire

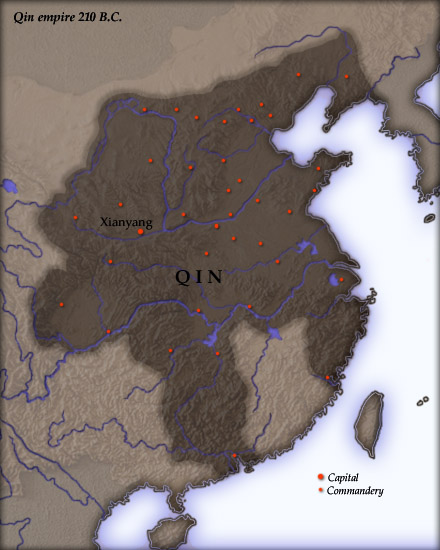
Extension maximale de l'empire Qin (210 av. J-C.)

Après l'établissement de l'empire en 221 av. J.-C., l'empereur continua à étendre les frontières de ses conquêtes, créant de nouvelles divisions administratives, notamment dans le lointain sud.

« Shi Huang parcourut la frontière du nord et revint en passant par la commanderie de Shang. 
Maître Lu, originaire de Yan, avait été envoyé sur mer ; à son retour, il prétexta quelque affaire des mânes et des dieux et en profita pour présenter un livre où il était dit : “Ce qui perdra Qin, c’est Hu.” Alors Shi Huang envoya le général Meng Tian, à la tête de trois cent mille soldats, attaquer les Hu sur la frontière du nord ; il s’empara du territoire au sud du fleuve. »

— Sima Qian, Shiji, Chapitre VI : Qin Shihuang.
En 215 av. J.-C., l'empereur ordonna une vaste « mission de pacification » dans le nord, et envoya le général Meng Tian attaquer les tribus Xiongnu qui, s'ils commerçaient par moments avec leur voisin, représentaient une menace aux frontières de l'empire. Avec une armée de dizaines de milliers d'hommes, Meng Tian fit une percée jusqu'en Mongolie-Intérieure avant de revenir à la muraille, où il fut ensuite chargé de sa construction. L'année suivante, en 214 av. J.-C., le général continua ses offensives, consolida la ligne de défense de la muraille et éleva de nouveaux postes militaires.

« La trente-troisième année (214 av. J.-C.), il envoya tous les vagabonds invétérés, les fainéants et les boutiquiers conquérir le territoire des Luliang ; il en fit les commanderies de Guilin, de Xiangjun et de Nanhai ; il se servit de ceux qui avaient encouru des blâmes pour les bannir là en garnison. »

— Sima Qian, Shiji, Chapitre VI : Qin Shihuang.
En 214 av. J.-C., de nombreux prisonniers, fraudeurs à l'impôt et hors-la-loi furent envoyés dans le sud lointain ; une armée impériale marcha sur le sud, plus loin que n'étaient jamais allés les Chinois de l'époque. L'expédition permit de fonder trois nouvelle commanderies, dont il est difficile aujourd'hui de replacer les frontières exactes. La région entière était qualifiée de Nan-yue (Nam-viet dans la langue locale), c'est-à-dire de province des « peuples Yue du sud ».
En 213 av. J.-C., l'empereur opéra une « purge » au sein de son administration. Les fonctionnaires corrompus furent envoyés dans le nord, sur le chantier de construction de la Grande Muraille, ou encore dans les nouveaux territoires du sud, le Nan-yue.

### Tournées d'inspection de l'empereur
Tout au long de son règne, l'empereur fit des tournées d'inspection dans les terres de son empire. Le premier voyage eut lieu en -220 vers l'ouest et le territoire ancien du royaume de Qin. Le deuxième l'année suivante, en -219, lui fit traverser une grande partie de son empire, auquel suivit un troisième dès -218. Lors de la quatrième tournée d'inspection, en -215, le souverain voyagea dans le nord, le long de la Grande Muraille, avant de rejoindre la côte orientale, puis de revenir par l'intérieur à Xianyang.
C'est durant le trajet retour de son cinquième voyage, en -210, que le Premier Empereur trouva finalement la mort.

## Un empereur despotique
Parmi les faits les plus spectaculaires, on peut citer plusieurs exemples d'entreprises démesurées qui montrent sa conception du pouvoir et de son propre rôle dans l'Histoire.

### Influence du légisme
Le règne de Qin Shi Huang fut placé sous le signe de la philosophie légiste, dont le principal ministre Li Si était un fervent disciple. La politique de l'empereur était directement inspirée par la pensée et les écrits de Han Fei Zi, ancien condisciple de Li Si que le souverain, encore roi de Qin, avait reçu à Xianyang en 234 av. J.-C.. Ainsi l'autorité du souverain se fondait-elle sur le respect d'un code pénal édicté. L'octroi des récompenses n'était pas motivé par le mérite, mais par l'obéissance. La notion légiste de Han Fei Zi se présentait en termes de Dao, la loi étant l'un des rouages de l'ordre universel. Par conséquent, les sanctions et récompenses étaient prévues par les lois et prenaient un caractère automatique ; le souverain, comme le sage taoïste, pouvait se dérober aux regards et préserver le mystère entourant son pouvoir, devenu un élément naturel et constitutif du monde.

### Autodafé des classiques
Dans ce système de gouvernement, aucune opposition ne pouvait être tolérée. Les enseignements confucéens n'avaient pas droit de cité dans l'empire Qin, et Li Si en était le principal détracteur. L'attachement de nombreux lettrés, dont certains faisaient partie de la cour de l'empereur, aux valeurs du passé et aux leçons des dynasties anciennes finirent par conduire aux proscriptions des livres, à partir de 213 av. J.-C.. Le lettré Chun Yuyue ayant conseillé à l'empereur de distribuer des fiefs à ses fidèles comme le faisait le roi des Zhou, Li Si, opposé à « la corruption du présent par le passé », recommanda la promulgation d’un décret dont il fut le principal artisan, ordonnant la destruction de tous les ouvrages de l'empire, à l'exception de l’Histoire de Qin, des manuels de médecine, d'agriculture et de divination. Les exemplaires de la bibliothèque impériale furent épargnés mais disparurent en 206 av. J.-C. lors de l’incendie de Xianyang par Xiang Yu. Cette mesure, visant notamment les nombreuses annales des anciens royaumes, avait pour ambition d'effacer le passé et par là même, de « réformer les mœurs par l'intermédiaire des Lois », ainsi que l'empereur décrivait son action. Les œuvres de Confucius étaient les plus directement visées par les décrets de proscriptions. En effet, tous les lettrés pris en possession d'un classique confucéen, risquaient jusqu'à la mort. Plus que de simples interdictions, des perquisitions massives eurent lieu chez les lettrés pour purger la Chine de la corruption du passé. Bien des lettrés rivalisèrent d'ingéniosité pour dissimuler leur copie de classique, certains en cachèrent dans des stèles et d'autres sous des planchers ou dans des murs. Cependant, Li Si prit soin de classer le Dao de jing de Lao Tseu, dans la catégorie des arts divinatoires pour le sauver des purges, alors que la plupart des ouvrages philosophiques étaient appelés à brûler.
L'autodafé des classiques entretient les incertitudes concernant l'existence réelle des sages comme Lie Zi et Lao Tseu, puisque les documents qui pourraient la certifier sont perdus depuis longtemps.

### Exécution des lettrés
Peu après, selon le Shiji, repris par de nombreuses sources postérieures, les deux lettrés-magiciens envoyés à la recherche d’herbes d’immortalité ayant échoué, décidèrent de disparaître. Furieux, Qin Shi Huang fit arrêter 460 autres spécialistes et lettrés qui furent exécutés à Xianyang. D’autres furent exilés aux frontières du pays. Le fils aîné de l’empereur, Fu Su aurait été, lui aussi, envoyé loin de la capitale pour avoir critiqué cette mesure,.

#### Répercussions des exécutions des lettrés
Cette répression et l'autodafé des livres furent les actions les plus nuisibles à la réputation posthume de Qin Shi Huangdi.
Ces mesures visaient entre autres ceux qui écrivaient l'histoire, et ne lui furent jamais « pardonnées » par les annalistes de la dynastie Han, lorsqu'ils décrivirent la période impériale Qin. Ainsi est-il longtemps apparu comme un empereur despotique, parmi les plus tyranniques de l'histoire chinoise. Toutefois, les fouilles archéologiques récentes ont permis la découverte de documents juridiques trouvés dans les tombes des fonctionnaires Qin. Ils restituent une image du droit plus nuancée. Il s'agit, pour l'essentiel d'un droit civil portant sur des cas très concrets (ventes foncières, héritages), les peines encourues étant plutôt modérées (amendes, confiscations, bastonnades).
En outre, cet événement est resté célèbre dans l'histoire. Au XXe siècle c'est d'abord à l'extrême-droite que Qin Shi Huang sert de modèle, mais le phénomène reste marginal. Le mouvement fasciste des Chemises bleues en fait l'éloge pour avoir brûlé les livres et exterminé les intellectuels. Mais ce n'est qu'une fois lancée la Révolution culturelle par l'extrême gauche que Qin Shi Huang, à partir de 1973, est présenté pour les mêmes raisons comme un modèle à l'ensemble du pays. Un article du Quotidien du Peuple le loue en octobre de cette année pour avoir « brûlé les livres et enterré les lettrés » (Fenshu kengru 焚書坑儒). Mao s'est lui-même explicitement comparé à cet empereur, se présentant comme son héritier. Les Cinq Vermines et le Traité du Seigneur Shang de Han Fei Zi, « antiques manuels du totalitarisme », sont de même réédités à cette époque.

## Un empereur superstitieux

### Malédiction de la météorite
« La trente-sixième année (211 av. J.-C.), il y eut une étoile filante qui tomba dans la commanderie de Tong ; arrivée à terre, c’était une pierre. Quelqu’un du peuple grava sur cette pierre ces mots : « À la mort de Shi Huangdi, le territoire se divisera. » Shi Huang l’apprit et envoya les enquêteurs royaux instruire l’affaire ; personne n’avoua ; il arrêta toutes les personnes qui demeuraient dans le voisinage de la pierre et les fit périr ; puis il détruisit la pierre par le feu. Shi Huang était attristé ; il chargea les lettrés au vaste savoir de composer des chants sur les hommes immortels et véritables et sur les voyages qu’il avait faits dans l’empire ; il remit ces chants aux musiciens en leur ordonnant de les chanter et de les jouer. »

— Sima Qian, Shiji, Chapitre VI : Qin Shihuang.

### Quête de l'immortalité
À la fin de sa vie, Qin Shi Huang était obsédé par la mort. Il voulait que les médecins et scientifiques lui trouvent un élixir d'immortalité.
Il entendit parler d'un peuple « d'immortels » vivant sur une montagne à une quarantaine de kilomètres de son palais. Ces derniers étaient censés posséder un secret pouvant se transmettre à une personne telle que lui, probablement, selon ses magiciens, sous la forme d'un élixir d'immortalité. Après bien des tentatives infructueuses pour faire venir les immortels au palais (construction d'une route rectiligne du palais à la montagne, puis construction d'un chemin de 36 000 marches de la base au sommet de la montagne, enfin, déplacement en personne de l'empereur), vexé, il fit peindre la montagne en rouge (couleur des forçats). Mais, non content de la violence de sa vengeance, il fit ni plus ni moins que raser la montagne, en causant au passage la mort de 700 000 ouvriers. Il entendit parler plus tard d'autres immortels vivants dans des îles au large de la Chine. Il ordonna la construction d'un navire gigantesque de 200 mètres pour ramener ce peuple en Chine. Le navire ne revint jamais.

### Voyages de Xu Fu
En l'an 219 av. J-C et l'an 210 av. J-C, Xu Fu, alchimiste et sorcier au service de l'empereur, aurait été envoyé par ce dernier vers les « mers de l'Est » à la recherche des îles où paraît-il vivent des immortels et ainsi y aller acquérir l'élixir de longue vie. Il ne reviendra plus jamais de son second voyage qu'il avait entrepris avec des réserves alimentaires et une flotte importante, accompagné d’artisans et 3000 jeunes garçons et jeunes filles vierges. Il aurait abordé et fait souche sur une terre qui sera désignée plus tard comme étant le Japon par les auteurs chinois à partir de la deuxième moitié du Xe siècle. La légende de Xu Fu débarquant au Japon est attestée dans ce pays, où de nombreux lieux conservent son souvenir.

## Quête d'immortalité, mort et fin de sa dynastie
L'empereur, toujours hanté par l'immortalité, fit appel à un magicien. Celui-ci lui fabriqua les fameuses « perles rouges » de cinabre (le sulfure de mercure), à la manière d'anciens rois et de sages qui auraient vécu plus de 10 000 ans grâce à ces pillules. L'ingestion du mercure, accompagné de vin et de miel, est probablement la cause de sa mort à 49 ans. En juin 2025, des archéologues ont annoncé la découverte d'une pierre gravée près du lac Gyaring, dans la province tibétaine de l'Amdo (actuel Qinghai). Il y est fait mention d'une expédition menée en 226 av. J.-C. dans la cordillère du Kunlun pour y trouver un élixir d'immortalité. Certains chercheurs remettent en cause l'historicité de cette découverte car les seules expéditions connues concernent des voyages vers l'est.

### Mausolée

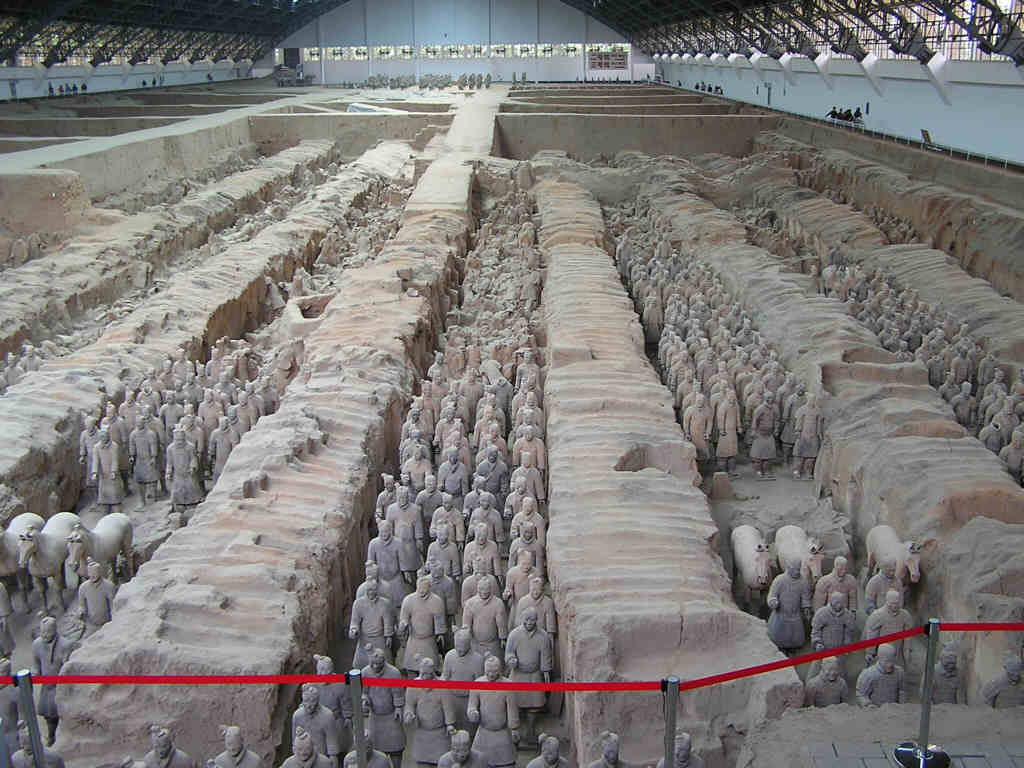
Soldats de l'armée en terre cuite dans leur fosse sous un immense hangar

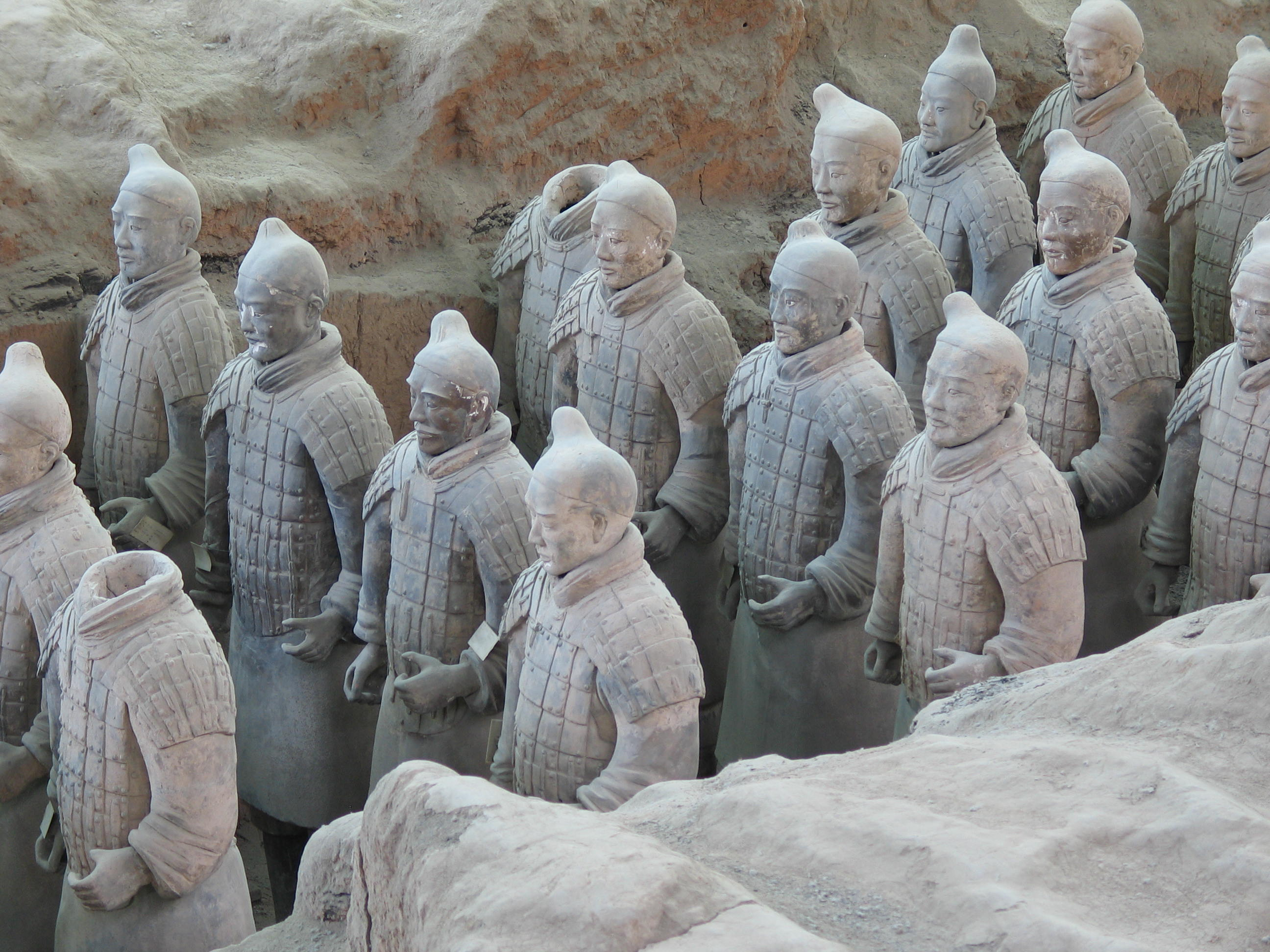
Statues de soldats remontées sur place

On doit à Qin Shi Huang le mausolée de Xi'an, qui s'étend sur environ 56 km2 et comprend un tumulus haut de 115 m recouvrant son tombeau aux rivières de mercure et plusieurs fosses contenant quelque 7 000 statues de soldats et de chevaux en terre cuite. Ne voulant pas être seul après la mort, l'empereur ordonna que toute son armée soit reproduite en terre cuite et enterrée avec lui. Il fit donc fabriquer des milliers de soldats, chevaux et chars, tous différents les uns des autres (physionomie, vêtements, position des bras) et un peu plus grands que nature, un soldat mesurant entre 1,72 m et 2 m.
En 1974, en creusant un puits dans leur champ, des paysans trouvèrent des éléments de ces statues et signalèrent leur trouvaille aux archéologues. On peut maintenant admirer une partie des statues mises au jour et reconstituées (à peu près 1 500 sur plus de 8 000). La tombe, située sous le tumulus, pour sa part, n'a pas encore été fouillée. L'armée de terre cuite est inscrite depuis le 4 avril 1987 sur la liste du patrimoine mondial de l'humanité établie par l'UNESCO.
Plusieurs des dites statues ont été exposées en 1992 à Metz à la salle Arsenal durant quelques mois dans une exposition nommée « Les guerriers de l'éternité ». Une exposition plus importante a été présentée au Grimaldi Forum de Monaco en 2001. En 2008, la Pinacothèque de Paris exposa les « soldats de l'éternité » de la province Shaanxi, tout en proposant au visiteur une véritable immersion archéologique par la présentation d'objets de la vie courante faits en terre cuite, jade ou bronze.

## Fin de sa dynastie
Personne n'osa défier l'empereur de son vivant. Ainsi, peu après le décès de Qin à son palais de Shaqiu, Li Si et Zhao Gao ne voulurent pas annoncer la mort de l'empereur. Ils rentrèrent précipitamment du voyage d'inspection entrepris par l'empereur sans répandre la nouvelle. Cependant, le corps de l'empereur se putréfiait et pour masquer l'odeur, Li Si fit mettre en remorque un chariot de poissons. Mais la rumeur de la mort de l'empereur se répandit parmi les troupes et dans la capitale Xianyang.

### Conspiration
Prit alors forme une conspiration entre Li Si et Zhao Gao pour éliminer Fu Su de la succession du Premier Empereur. Fu Su était le premier fils de l'empereur et le favori pour lui succéder. Zhao Gao et Li Si, ayant été responsables de son exil à la Grande Muraille, ils pensaient en effet qu’ils seraient considérés personæ non gratæ et seraient exécutés si Fu Su montait sur le trône. Les deux, n'ayant pas intérêt à ce que Fu Su devienne empereur, choisirent le fils cadet de ce dernier, Huhai, pour succéder à Shi Huang. Les deux hommes s'entendirent sur le fait qu'ils devaient tout faire en leur pouvoir pour favoriser l'accès au trône de Huhai. Cette manœuvre servait non seulement à les placer hors de danger, mais permettait à Zhao Gao de prendre le pouvoir, puisque Zhao Gao avait été le précepteur de Huhai et avait toujours un ascendant certain sur lui. Zhao Gao ayant un temps été responsable des sceaux impériaux, était parfaitement capable de reproduire la calligraphie de l'empereur. Il lui fut alors facile de faire un faux document et de lui donner un caractère officiel et même impérial. Ainsi il envoya une missive signée avec le sceau de l'empereur ordonnant à Fu Su de se suicider car il était un fils indigne qui avait failli à sa mission de vaincre les Xiongnu. Leur machination fonctionna car Fu Su se suicida. Huhai succéda ainsi à son père.

### Mauvaise prédiction
Si un devin avait un jour prédit à l’empereur que « Qin serait perdu par Hu », il était question d’un peuple barbare et non de Hu (Huhai), son fils préféré. C’est en effet sous le règne de ce dernier que la dynastie Qin, censée durer dix mille années s’effondra.

## Héritage de Qin Shi Huang
Qin Shi Huang a légué à son peuple un empire unifié, aussi bien dans l'administration militaire et politique, que dans les domaines culturels qui formeront au cours des siècles ce que l'on nomme aujourd'hui la Chine. Cet empire dura plus de vingt siècles. Comme on l'a vu plus haut, une telle destinée encouragea les récupérations politiques. Dans un discours fait à Xi'an, Mao Zedong n'hésita pas à se comparer au « premier empereur » et ainsi vouloir réhabiliter le légisme.
Le nom de sa dynastie, déformé, arriva en Occident et fut à l'origine du nom de l'Empire du milieu dans les langues européennes (Chine en français).
La tradition lui attribue l'invention de la coiffe impériale mianliu (冕旒) à rideau de franges dissimulant partiellement le visage, visible sur les portraits des souverains de l'Antiquité et portée par les statues de divinités.

## Titre de l'empereur Qin
En 221 av. J.-C., le roi de Qin adopta le titre de Shi Huangdi, ou « premier empereur », créant pour l'occasion le mot Huangdi, souvent traduit en français par « empereur », repris par tous les souverains de Chine qui vinrent après lui. Ce terme est l'association de Huang, « suprême » ou « auguste », et de Di, « souverain », en référence aux trois Augustes et cinq Empereurs, premiers souverains mythiques de Chine. Il porta le titre de Shi Huangdi durant tout son règne. Son fils fut Er Huangdi, « Deuxième empereur ». L'histoire voulait que la série s'arrêtât là.
Lors de l'avènement de la Dynastie Han, Shi Huangdi (« Premier Empereur ») fut jugé inacceptable par les Han qui ne le reconnaissaient pas comme le premier de leur lignée. Ils l'appelèrent donc « Premier Empereur de la Dynastie Qin », soit Qin Shi Huangdi. Néanmoins, la plupart des noms de personne chinois sont de deux ou trois sinogrammes ; le di fut donc finalement supprimé pour donner Qin Shi Huang. Son fils et successeur devint Qin Ershi.
L'usage aujourd'hui en Chine est donc effectivement d'appeler le premier empereur Qin Shi Huang, même si l'on trouve parfois Qin Shi Huangdi, plus utilisé à l'étranger.

## Culture populaire
- L'animé et manga Kingdom retrace l'épopée de Shi Huangdi, il est nommé Ei Sei.
- Le Premier Empereur de Chine, documentaires anglais de Nick Young 2006 et américain de Andreas Gutzeit 2008 coproduits par Arte et la chaine Historia.
- L'Ombre de l'empereur, film de Zhou Xiaowen (1996)
- L'Empereur et l'Assassin (Jing ke ci qin wang), film de Chen Kaige (1998)
- Hero, film de Zhang Yimou (2002)
- La Momie : La Tombe de l'empereur Dragon (The Mummy: Tomb of the Dragon Emperor), film de Rob Cohen (2008), incarné par Jet Li
- Qin Shi Huangdi est le dirigeant de l'Empire du milieu dans les jeux vidéo Civilization IV avec Mao Zedong et dans Civilization VI.
- Shi Huangdi est le principal antagoniste du jeu vidéo Dynasty Warriors.
- Ying Zheng est le personnage principal du drama historique chinois The King's Woman. Il s'agit d'une fiction dotée cependant de faits historiques.
- Qin Shi Huangdi est le principal antagoniste dans la série de bandes dessinées Chinn.
- Shi Huangdi atteint l'immortalité qu'il recherchait dans la 19e aventure de la série de bande dessinée Blake et Mortimer : La Vallée des Immortels.
- Liam se retrouve sous le règne de Shi Huangdi dans Le Manoir : l’antre des secrets.
- Dans le Tome 7 de la BD Les Mythics, l'empereur Qin Shi Huang revient temporairement du Monde des morts grâce au Mal.
- L'empereur Qin est un Immortel de classe légendaire dans le jeu sur application mobile Infinity Kingdom développé par l’éditeur Yoozoo Games
- Qin Shi Huangdi fait une brève apparition dans le jeu vidéo Indiana Jones et le Tombeau de l'Empereur lorsque l'archéologue se rend en Enfer.
- Qin Shi Huang est l'un des combattants de l'humanité dans le manga Valkyrie Apocalypse. Il affronte Hadès roi des enfers.